# Àcid màlic
|  | No s'ha de confondre amb àcid maleic o àcid malònic. |

L'àcid màlic o àcid hidroxisuccínic, de fórmula química COOH-CH(OH)-CH2-COOH és un àcid orgànic, que es troba present en la seva forma levogira en diverses fruites, entre elles la poma (d'on deriva el seu nom, malus: "poma"). És present de manera natural també en molts sucs de fruita, el most entre ells, on contribueix a l'equilibri entre àcids i sucres que fan agradable el producte. Té usos medicinals i com acidificant d'aliments.